# 股东代表诉讼
股东代表诉讼（英語：Derivative suit、shareholder derivative suit），是一种涉及公司法的民事诉讼类型，又称派生诉讼、股东代位诉讼，是指当公司的合法权益受到不法侵害而公司却怠于起诉时，公司的股东即以自己的名义起诉，所获得赔偿归于公司的一种诉讼制度。
《中华人民共和国公司法》（第151条）规定，董事、高级管理人员执行公司职务时，违反法律或者公司章程规定，给公司造成损失的。由有限责任公司的任一股东；或股份有限公司连续180日以上单独或合计持有公司1%以上股份的股东。其诉讼结果归公司承担。